# Тракстон (Аризона)
Тракстон (енгл. Truxton) насељено је место без административног статуса у америчкој савезној држави Аризона.

## Демографија
По попису из 2010. године број становника је 134.
| Група             | 2000.    | 2010.      |
| Белци             | 0 (0,0%) | 86 (64,2%) |
| Афроамериканци    | 0 (0,0%) | 1 (0,7%)   |
| Азијати           | 0 (0,0%) | 1 (0,7%)   |
| Хиспаноамериканци | 0 (0,0%) | 11 (8,2%)  |
| Укупно            | 0        | 134        |